# 소장의 송달
소장의 송달(訴狀의 送達) 또는 호출장의 송달(呼出狀의 送達, service of process)는 민사소송법의 절차로 소 제기후 피고에게 소송사실을 고지하는 일련의 절차를 말한다.

## 개요
각 주마다 절차가 있으며 호출장이 피고에게 직접 또는 피고의 대리에게 전달된다. 피고의 주소지 또는 직장으로 송달되며 피고가 대응을 하지 않으면 자동적으로 원고가 승소하게 된다. 중세에는 왕의 호출이 있을 때 불응할 경우 사형을 당할 수 있었으나 현재에는 자동적으로 피고가 패소하는 것이 일반적이다. 미국에서는 연방민사소송규칙 4조에 따라 소장의 송달이 이루어진다.

## 대한민국
피고는 송달되어 온 소장을 읽어보고 원고의 청구를 인정할 수 없으면 소장 부본을 받은 날부터 30일 이내에 답변서를 법원에 제출하여야 한다. 그러나 원고의 청구를 그대로 인정할 경우에는 답변서를 제출할 필요가 없다. 피고가 위 기간 안에 답변서를 제출하지 아니한 때에는 법원은 피고가 원고의 청구를 모두 인정한 것으로 보고 변론을 거치지 아니하고 판결할 수 있다.(민사소송법 제257조)
피고가 제출하는 답변서에는 먼저 청구취지에 대한 답변을 적고(예: 원고의 청구를 기각한다는 판결을 구합니다.), 이어 청구원인에 대한 답변으로서, 원고가 주장하는 사실 하나하나에 대하여 인정하는지 여부를 밝히고, 인정할 수 없다면 그 사유를 구체적으로 적어야 한다. 그리고 피고의 주장을 뒷받침하는 서증이 있으면 답변서에 첨부하여야 한다.
송달은 원칙적으로 송달받을 사람에게 교부하는 방법으로 한다(제178조 제1항). 교부하여야 할 장소는 송달받을 사람의 주소,거소,영업소 또는 사무소(제183조 제1항)이다.
송달에서 소송서류를 교부한 때에 송달의 효력이 생기고, 송달받을 사람의 손에 들어갔는지 여부는 송달과 관계없다.
과세관청이 납세의무자인 회사에 대한 납세고지서를 법인등기부상 본점주소지로 송달하였으나 송달불능으로 반송되어 오자 그 당시 대표이사의 법인등기부상 등재된 주소지에는 송달하여 보지도 아니한 채 그 납세고지서를 공시송달 하였다면 위 회사에 대하여 적법한 납세고지서의 송달이 있은 것으로 볼 수 없다

### 보충송달
근무장소 외의 송달할 장소에서 송달받을 사람을 만나지 못한 때에는 그 사무원, 피용자 또는 동거인으로서 사리를 분별할 지능이 있는 사람에게 서류를 교부할 수 있다.(제186조 제1항). 동거인이란 송달받을 사람과 같은 세대에 속하여 생활을 같이 하는 사람을 말한다. 송달받을 사람과 같은 집에서 거주한다고 하여도 세대를 달리하는 임차인 등의 관계일 때에는 동거인이 아니다.

### 송달장소
아래의 경우 기재한다.
1. 주소는 등기기록상의 주소, 법률행위 당시의 주소, 주된 서증에 기재된 주소 등 '과거의 주소'의 뜻으로 기재하고 송달장소는 송달이 가능한 현재의 주소의 뜻으로 기재하는 경우
2. 주소는 본래의 의미에서의 주소의 뜻으로 기재하고 송달장소는 거소, 영업소, 사무소 등 주소 이외의 송달이 가능한 장소, 즉 자기가 그곳에서 송달을 받겠다는 뜻이거나 상대방에게 그곳으로 송달이 된다는 뜻으로 기재하는 경우에 기재한다.

## 판례
- 피고에게 송달되는 판결정본을 원고가 집배인으로부터 수령하여 자기 처를 통하여 피고의 처에게 교부하고 다시 피고의 처가 이를 피고에게 교부한 경우에 위 판결정본의 피고에 대한 송달은 그 절차를 위배한 것이어서 부적법한 송달이다[4]
- 피고인의 어머니가 주거지에서 항소사건 소송기록접수통지서를 동거자로서 송달받은 경우, 그 어머니가 문맹이고 관절염, 골다공증으로 인하여 거동이 불편한 경우 사리를 변식할 능력이 없다고 할 수 없으므로 적법한 보충송달로서 유효하다[5]
- 8세 4월 정도의 여자 어린이가 송달로 인하여 생기는 형사소송절차에 있어서의 효력까지 이해하였다고 볼 수는 없으나 그 송달 자체의 취지를 이해하고 영수한 서류를 수송달자인 아버지에게 교부하는 것을 기대할 수 있는 능력 정도는 있다[6]

## 미국연방소송법
소장의 송달은 송달을 받을 수 있도록 피고의 임명에 의해 권한이 수여된 대리인에 의해 행해질 수 있다.

## 참고 문헌
- Black's Law Dictionary 1486 (8th ed. 2004)
- 대한민국 대법원 웹사이트 전자민원센터의 민사소송 1심 절차 안내서
- 조상희, 『법학전문대학원 민사소송법 기본강의』. 한국학술정보(주), 2009. ISBN 9788953423077

## 같이 보기
- 소장
- 공시송달
- 보충송달
- 촉탁송달
- 대한민국 민사소송법 제176조